# سولتو کولینا
سولتو کولینا (به ایتالیایی: Solto Collina) یک کومونه در ایتالیا است که در استان برگامو واقع شده‌است. سولتو کولینا ۱۲٫۰ کیلومتر مربع مساحت و ۱٬۵۶۳ نفر جمعیت دارد و ۴۴۹ متر بالاتر از سطح دریا واقع شده‌است.